# Leucochesias mesargyrata
Leucochesias mesargyrata är en fjärilsart som beskrevs av Paul Mabille 1889. Leucochesias mesargyrata ingår i släktet Leucochesias och familjen mätare. Inga underarter finns listade i Catalogue of Life.